# United Rentals
 (février 2017).
United Rentals est une entreprise de location de matériel industriel et de construction notamment de grue.

## Histoire
En décembre 2011, United Rentals acquiert RSC Holdings, également l'un des plus grands loueurs de matériels industriels des États-Unis pour 1,87 milliard de dollars, via un échange d'actions.
En janvier 2017, United Rentals annonce l'acquisition de NES Rentals, entreprise présente dans l'est des États-Unis sur les mêmes métiers, pour 965 millions de dollars.
En juillet 2017, United Rentals annonce l'acquisition Neff Corp pour 1,3 milliard de dollars.
En janvier 2025, United Rentals annonce l'acquisition de H&E Equipment Services pour 4,8 milliards de dollars.